# Nachal Pla'i
Nachal Pla'i (hebrejsky: נחל פלאי, doslova Vádí zázraků) je vádí v pahorkatině Šefela v Izraeli.
Začíná v nadmořské výšce necelých 300 metrů severovýchodně od kláštera Dejr Rafat, na jižních svazích hory Har Tnufa. Směřuje pak k západu mírně se zahlubujícím zemědělsky využívaným údolím, přičemž míjí prameny Ejn Na'al (עין נער), Ejn Rafat (עין רפת) a Ejn Pla'i (עין פלאי), kde se nacházejí četné stavební pozůstatky. Mění potom směr k jihozápadu a ústí zprava do potoka Sorek.